# Zoanthoecus cerebroides
Zoanthoecus cerebroides is een kreeftachtigensoort uit de familie van de Lauridae. De wetenschappelijke naam van de soort is voor het eerst geldig gepubliceerd in 1985 door Grygier.